# André Abbal
André Abbal (* 16. November 1876 in Montech, Département Tarn-et-Garonne; † 20. Juni 1953 im Carbonne. Département Haute-Garonne) war ein französischer Bildhauer.

## Leben und Werk
André Abbal war der Spross einer Familie von Bildhauern und erhielt in dieser Kunst durch seinen Vater und andere Verwandte seine erste Ausbildung. Sodann studierte er an der École des Beaux-Arts von Toulouse sowie jener von Paris und besuchte dabei die Ateliers von Alexandre Falguière, Antonin Mercié und Antoine Bourdelle. Weil sein Onkel Adrien Abbal als sein Mäzen auftrat, musste Abbal keine offizielle Karriere einschlagen. Bei Studienaufenthalten in Rom und Florenz wurde er für seine spätere Künstlerlaufbahn durch die Skulpturen Michelangelos beeinflusst. Von 1896 bis 1914 stellte er seine Werke in Paris im Salon des Artistes Français aus. Für das Relief Le Labour erhielt er 1900 die Goldmedaille des Pariser Salons. 1913 wandte er bei der Gruppe Le Génie luttant erstmals die Technik des direkten Behauens des Steins an, ohne wie bis üblich den Stein zuerst zu modellieren. In der Folge wurde er ein Verfechter dieser Technik.
Nach dem Ersten Weltkrieg erzielte Abbal 1919 mit Ausstellungen seiner Werke im Salon de Jeunes seinen Durchbruch als Bildhauer. Nach seiner Heirat 1921 zog er nach Carbonne und mied eher die Pariser Szene. 1933 wurde er zum Ritter der Ehrenlegion ernannt. Im gleichen Jahr präsentierte er einige seiner Werke im Salon des Tuileries. Bei der Internationalen Ausstellung in Paris 1937 erhielt er für sein Relief Die Feldbestellung den großen Preis. Drei Jahre nach seinem Tod fand 1956 eine Ausstellung seiner Arbeiten im Musée Galliéra in Paris statt.

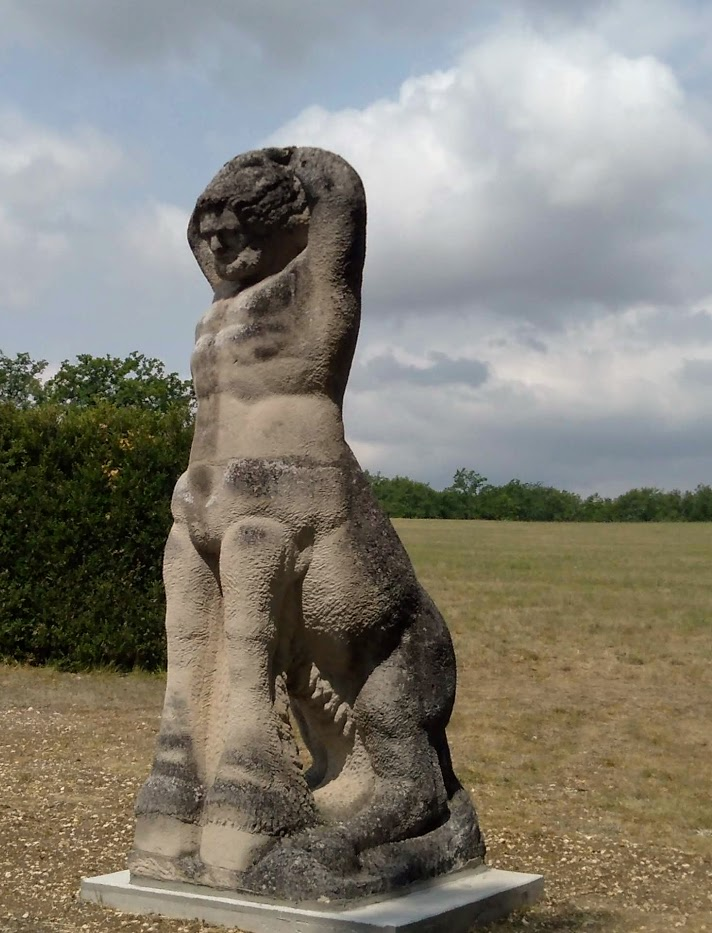
Der Zentaur, 1943

Abbal schuf zahlreiche Kinderstatuen, darunter Kind mit Ball (1919) und Nachdenklicher Eros (1934), sowie Darstellungen von Tieren, insbesondere von Eulen und Falken. Für die Fassade des Palais Chaillot in Paris fertigte er 1937 die Allegorie La Sculpture an. Er schuf auch Denkmäler wie das Gefallenen-Monument von Moissac (1925) und Büsten, u. a. von Georges Clemenceau und Jean Jaurès (1920) sowie von Präsident Wilson. Zu seinen Monumentalskulpturen gehören u. a. Die Mutterschaft (1942) und Der Zentaur (1943). Sein in Carbonne befindliches, aus weißem Kalkstein gefertigtes Werk Die Weinleserin (La Vendangeuse, 1936) zeigt eine junge Frau, die einen Säugling auf der Schulter trägt und einen Korb mit Weintrauben in der Hand hält. Als Zeichner schuf Abbal überwiegend Frauenbildnisse und Akte.